# Dąbrówka (gromada w powiecie sanockim)
Dąbrówka – dawna gromada, czyli najmniejsza jednostka podziału terytorialnego Polskiej Rzeczypospolitej Ludowej w latach 1954–1972.
Gromady, z gromadzkimi radami narodowymi (GRN) jako organami władzy najniższego stopnia na wsi, funkcjonowały od reformy reorganizującej administrację wiejską przeprowadzonej jesienią 1954 do momentu ich zniesienia z dniem 1 stycznia 1973, tym samym wypierając organizację gminną w latach 1954–1972.
Gromadę Dąbrówka z siedzibą GRN w Dąbrówce (obecnie w granicach Sanoka) utworzono – jako jedną z 8759 gromad na obszarze Polski – w powiecie sanockim w woj. rzeszowskim na mocy uchwały nr 33/54 WRN w Rzeszowie z dnia 5 października 1954. W skład jednostki weszły obszary dotychczasowych gromad Dąbrówka, Płowce, Sanoczek i Stróże Małe ze zniesionej gminy Sanok w tymże powiecie. Dla gromady ustalono 16 członków gromadzkiej rady narodowej.
1 stycznia 1960 do gromady Dąbrówka włączono wieś Stróże Wielkie ze zniesionej gromady Zagórz w tymże powiecie.
31 grudnia 1961 z gromady Dąbrówka wyłączono wieś Dąbrówka, włączając ją do miasta  Sanoka w tymże powiecie, po czym gromadę Dąbrówka zniesiono, włączając jej (pozostały) obszar do gromad Markowce (wieś Sanoczek) i Olchowce (wsie Płowce, Stróże Małe i Stróże Wielkie) w tymże powiecie.